# Alter Bridge

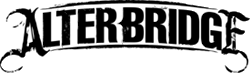
logo Alter Bridge

Alter Bridge – amerykańska grupa wykonująca muzykę z pogranicza hard rocka, post grunge i metalu.

## Historia
Grupa pochodzi z Orlando w stanie Floryda. Została założona w 2003 przez gitarzystę formacji Creed, Marka Tremontiego oraz byłego perkusistę tego zespołu, Scotta Philipsa. W 2004 do zespołu dołączył były basista Creed, Brian Marshall oraz Myles Kennedy, były wokalista i gitarzysta formacji The Mayfield Four. 2 stycznia 2004 zespół oficjalnie rozpoczął działalność.

### One Day Remains
Zespół zadebiutował albumem „One Day Remains” w sierpniu 2004 roku, płyta rozeszła się w dużym nakładzie i zyskała uznanie fanów. Alter Bridge po wydaniu debiutanckiego albumu zerwał kontrakt z wytwórnią Wind-Up Records i rozpoczął współpracę z Universal Republic Records. Parę tygodni po wydaniu płyty zespół ruszył w trasę koncertową, która objęła Stany Zjednoczone oraz Europę (m.in. Wielka Brytania, Niemcy, Szwajcaria, Francja, Holandia, Belgia, Włochy).

### Blackbird
9 października 2007 roku, ukazał się nowy album „Blackbird”. W styczniu i lutym 2008 roku zespół koncertował w Wielkiej Brytanii, Niemczech, Belgii, Austrii, Szwajcarii i Szwecji. Pierwszym singlem promującym ten album był „Rise Today”. W grudniu 2007 roku w Wielkiej Brytanii wydano jako singel utwór „Ties That Bind”, a 2 stycznia 2008 roku utwór „Watch Over You” został uznany za kolejny singel z płyty – został on nagrany ponownie, wraz z włoską wokalistką Cristiną Scabbią (Lacuna Coil). W 2008 roku zespół zagrał swoje pierwsze w historii koncerty w Australii i Nowej Zelandii, gdzie supportował Disturbed. 1 kwietnia 2008 roku został wydany nowy singel „Before Tomorrow Comes”. W połowie września 2008 roku opublikowano wideoklip do utworu Watch Over You.

### Live from Amsterdam
7 grudnia 2008 roku podczas koncertu w Amsterdamie zarejestrowano materiał z myślą o wydawnictwie DVD – zatytułowanego następnie Live from Amsterdam. Premiera miała miejsce 12 września 2009. 6 kwietnia 2009 roku w sieci ukazał się teledysk do utworu „Watch Over You” w wersji akustycznej, który promował ów album koncertowy. Kolejnym utworem promującym DVD był „White Knuckles”.

### Wznowienie działalności Creed
Pod koniec 2008 roku oraz w marcu i kwietniu 2009 roku, w internecie pojawiły się pogłoski o nadchodzącej reaktywacji zespołu Creed – byłej grupy trzech członków Alter Bridge. Ostatecznie 27 kwietnia 2009 roku, na oficjalnej witrynie Creed pojawiła się informacja o wznowieniu działalności formacji. W lecie 2009 roku zagrała trasę koncertową po Stanach Zjednoczonych, a następnie wydała album Full Circle. W tym czasie Alter Bridge zawiesił działalność, nadmieniając przy tym, iż zamierza powrócić pod koniec 2010 roku.

### AB III
Trzeci album studyjny został nagrany pomiędzy 15 lutego a 30 marca 2010. Materiał został zmiksowany w kwietniu w Nowym Jorku. Potwierdzono, iż producentem albumu będzie Michael Baskette (wyprodukował on poprzedni album zespołu, Blackbird).
W kwietniu 2010 roku zostały podane daty koncertów zespołu na jesieni tego roku w Europie. Zespół zagrał między innymi w Wielkiej Brytanii, Belgii, Holandii, Austrii, Szwecji, Francji, Danii, Niemczech i we Włoszech. W lipcu 2010 grupa podpisała kontrakt z wytwórnią Roadrunner Records.
10 sierpnia Myles Kennedy wyjawił, iż nowy album będzie nosić tytuł AB III, zaś do wiadomości podano także listę utworów. Muzyk przyznał także, że materiał na płycie ma być „mroczniejszy”. Jednocześnie poinformowano, że po premierze albumu, zapowiedzianej na 7 października 2010 nastąpi trasa po Europie.
16 października 2010 występem w Glasgow zespół rozpoczął swe tournée po Europie, w ramach którego kapela zagrała 32 koncerty. W grudniu 2010 i styczniu 2011 Alter Bridge koncertował w Stanach Zjednoczonych.
W 2011 wydano edycję specjalną płyty AB III, zawierającą trzy dodatkowe utwory.

### Live at Wembley
29 listopada 2011 grupa wykonała koncert na angielskiej arenie Wembley w Londynie, który został sfilmowany celem wydania DVD zespołu w 2012. Reżyserem był Daniel Catullo. Wydawnictwo zatytułowane Live at Wembley zostanie wydane w marcu 2012 (wersja audio i wideo 2D) i latem 2012 (wersja wideo 3D).

### Fortress
Pomiędzy kwietniem a lipcem 2013 zespół nagrał swój czwarty studyjny album Fortress. Krążek nagrany został w studiu Barbarossa na Florydzie i został wydany pierwotnie 25 września 2013, pod koniec miesiąca w Europie i 8 października w Stanach Zjednoczonych.

### Live in Milan
Na czerwiec 2014 zaplanowano premierę trzeciego albumu koncertowego, który został zarejestrowany 12 listopada 2013 w Mediolanie.

### The Last Hero
Na 10 października 2016 ustalono premierę kolejnego albumu grupy, zatytułowanego The Last Hero i wydanego nakładem wytwórni Napalm Records, którego singlem promocyjnym został wybrany utwór „Show Me A Leader” wraz z teledyskiem

### Walk the Sky
18 października 2019 roku ukazał się szósty studyjny album grupy zatytułowany Walk the Sky (materiał został nagrany pomiędzy marcem i kwietniem 2019).

## Skład

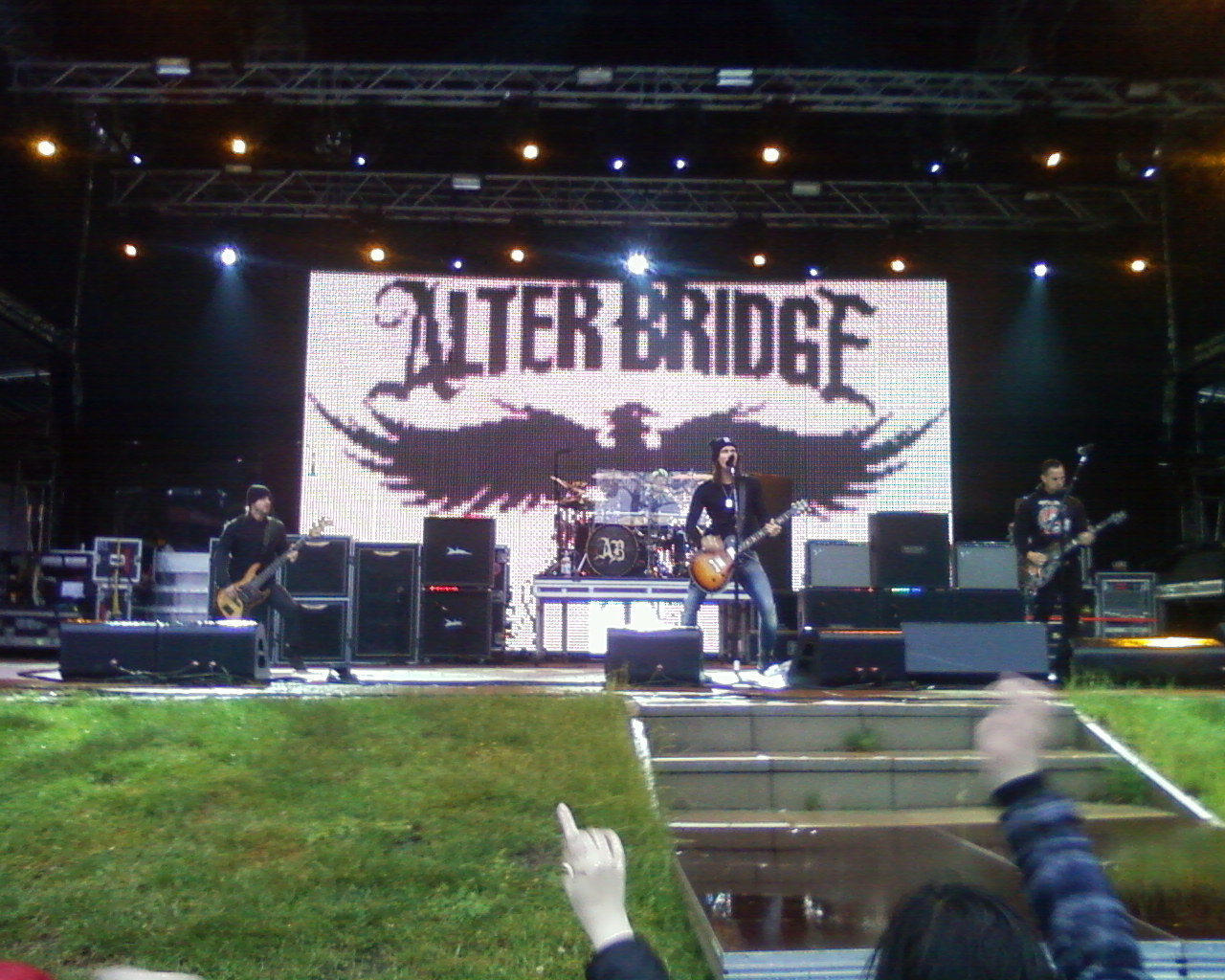
Alter Bridge podczas koncertu w Hamburgu (2011)

- Myles Kennedy – wokal prowadzący, gitara rytmiczna, gitara prowadząca, keyboard
- Mark Tremonti – gitara prowadząca, wokal wspierający, gitara rytmiczna, wokal prowadzący
- Brian Marshall – gitara basowa
- Scott Phillips – perkusja

## Dyskografia

### Albumy studyjne
| One Day Remains             | - Data: 10 sierpnia 2004 - Wydawca: Wind-up               | 5  | 37 | –  | 56 | –  | –  | - USA: złota płyta  |
| Blackbird                   | - Data: 8 października 2007 - Wydawca: Universal Republic | 13 | –  | 64 | 55 | 55 | 37 | - UK: srebrna płyta |
| AB III                      | - Data: 9 listopada 2010 - Wydawca: EMI, Roadrunner       | 17 | 35 | 15 | 20 | 18 | 9  | - UK: srebrna płyta |
| Fortress                    | - Data: 8 października 2013 - Wydawca: EMI, Roadrunner    | 12 | 13 | 4  | 10 | 7  | 6  |                     |
| The Last Hero               | - Data: 7 października 2016 - Wydawca: Napalm Records     | 12 | 13 | 4  | 10 | 7  | 6  |                     |
| Walk the Sky                | - Data: 18 października 2019 - Wydawca: Napalm Records    | 16 | 7  | 3  | 16 | 5  | 4  |                     |
| „–” album nie był notowany. |                                                           |    |    |    |    |    |    |                     |

### Albumy koncertowe
| Live from Amsterdam                                            | - Data: 11 stycznia 2011 - Wydawca: DC3            | 60 | –  | 87 | 94 |
| Live at Wembley                                                | - Data: 26 marca 2012 - Wydawca: DC3               | –  | 66 | 78 | 31 |
| Live at the O2 Arena                                           | - Data: 26 września 2017 - Wydawca: Napalm Records | –  | –  | –  | –  |
| Live at the Royal Albert Hall Featuring the Parallax Orchestra | - Data: 7 września 2018 - Wydawca: Napalm Records  | –  | –  | –  | –  |
| „–” album nie był notowany.                                    |                                                    |    |    |    |    |

### Albumy wideo
| Live from Amsterdam         | - Data: 15 września 2009 - Wydawca: DC3 | 6 |
| Live at Wembley             | - Data: 26 marca 2012 - Wydawca: DC3    | – |
| „–” album nie był notowany. |                                         |   |

### Single
| „Open Your Eyes”             | 2004 | 2  | One Day Remains |
| „Find The Real”              | 2005 | 7  | One Day Remains |
| „Broken Wings”               | 2005 | 29 | One Day Remains |
| „Rise Today”                 | 2007 | 3  | Blackbird       |
| „Ties That Bind”             | 2007 | –  | Blackbird       |
| „Watch Over You”             | 2008 | 19 | Blackbird       |
| „Before Tomorrow Comes”      | 2008 | 29 | Blackbird       |
| „Isolation”                  | 2010 | –  | AB III          |
| „I Know It Hurts”            | 2011 | –  | AB III          |
| „Ghost of Days Gone By”      | 2011 | –  | AB III          |
| „Wonderful Life”             | 2011 | –  | AB III          |
| „Life Must Go On”            | 2011 | –  | AB III          |
| „Addicted to Pain”           | 2013 | –  | Fortress        |
| „Cry of Achilles”            | 2013 | –  | Fortress        |
| „–” singel nie był notowany. |      |    |                 |

## Teledyski
| Tytuł              | Rok  | Reżyseria       | Album           |
| ------------------ | ---- | --------------- | --------------- |
| „Open Your Eyes”   | 2004 | Dean Karr       | One Day Remains |
| „Broken Wings”     | 2005 | –               | One Day Remains |
| „Rise Today”       | 2007 | –               | Blackbird       |
| „Ties That Bind”   | 2007 | –               | Blackbird       |
| „Watch Over You”   | 2008 | James Fleischel | Blackbird       |
| „Isolation”        | 2010 | Daniel Catullo  | AB III          |
| „Addicted to Pain” | 2013 | Daniel Catullo  | Fortress        |